# Тордина чорноброва
Торди́на чорноброва (Malacocincla perspicillata) — вид горобцеподібних птахів родини Pellorneidae.

## Поширення
Ендемік Калімантану. Єдиний музейний зразок був здобутий між 1843 і 1848 роками в околицях міста Мартапура в провінції Південний Калімантан під час експедиції під керівництвом німецького геолога Карла Шванера. У 1850 році зразок послужив основою для опису нового виду, яке зробив французький орнітолог Шарль Люсьєн Бонапарт. З тих пір зразок зберігався в музеї в нідерландському Лейдені, а живих птахів ніхто не зустрічав. Деякі орнітологи вважали, що вид вимер.
На початку жовтня 2020 року жителі провінції Південний Калімантан Мухаммед Суранто (Muhammad Suranto) і Мухаммед Різкі Фаузан (Muhammad Rizky Fauzan) побачили в лісі невідомого їм птаха. Після кількох днів регулярних зустрічей чоловікам вдалося його зловити і сфотографувати, після чого птаха відпустили на волю. Потім Суранто і Фаузан поділилися знімками і повідомленням про свою знахідку з місцевими біртвочерами і професійними орнітологами — і ті впізнали в птахові тордину чорноброву.

## Опис
Тіло завдовжки до 16 см. Оперення коричневе. На оком проходить чорна смуга. Горло сіро-коричневе. Дзьоб досить довгий і міцний з чітким гачком. Основа дзьоба чорно-коричнева, стає світлішим до кінчика. Ноги темно-шиферно-сірі. Очі червоні.